# Bon profit!

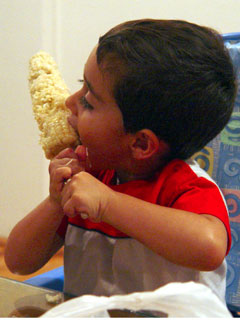
Infant que menja.

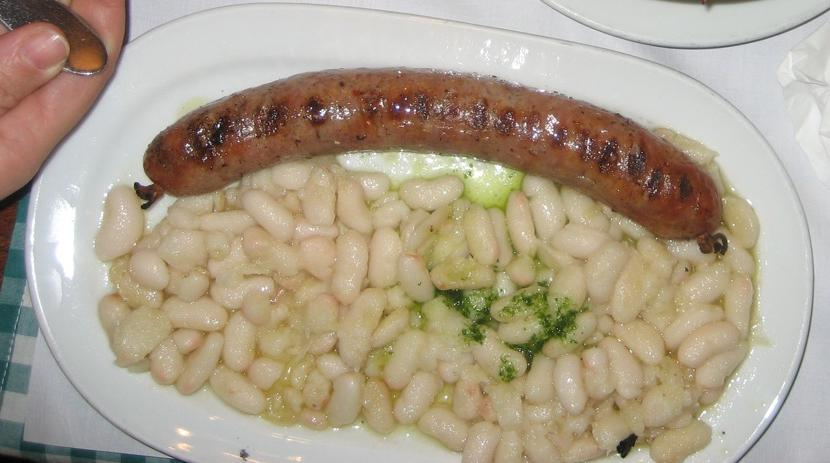
Plat tradicional català.

Bon profit (o Bon profit us faci!) és una expressió catalana per a desitjar un bon àpat i una bona digestió. És formada per dos mots: bon, adjectiu que revesteix l'adjectiu 'bo' quan precedeix l'element que modifica i profit, avantatge que es treu de quelcom. "Que (us) vagi/vingui de gust", "Que aprofiti", "Bon profit" o "Bon apetit" són expressions de cortesia en situacions gastronòmiques de l'encontorn social més pròxim, essent molt habitual en moltes cultures i tradicions.
D'antic en català s'emprava Bon pro us faça com n'usa Sant Vicent Ferrer als seus Sermons: Bon prou vos face lo fill que teniu e'l ventre ii, 19. Es conserva dialectalment en algunes locucions, en mallorquí: Esser de bon prou (treure profit de les coses; especialment, aprofitar bé l'aliment, engreixar-se'n) i Bon prou vos faça en eivissenc. Al Rosselló hom diu Bona gana! ('gana' en el significat d'apetit, talent f.) i Bon prou! en català antic i balear.
En castellà també s'utilitzava l'expressió ¡Buena pro! per a saludar les persones que dinaven i per a desitjar-los que els aliments ingerits fossin profitosos. Avui dia ja ha estat substituïda per ¡Buen provecho!.
En altres casos "bon profit" significa també, en certa manera, una disculpa: "perdona que t'interrompi, no sabia que estaves menjant".
L'ús més ordinari d'aquesta expressió és, quan hom és amb una persona de confiança i li escapa un rot, pots respondre "bon profit". Les dues maneres de dir i de fer, signifiquen "bon profit".
Per altra banda, l'expressió bon profit, també prové de l'acte que realitzen els nadons quan acaben el seu àpat de llet materna. Ho fan amb un eructe, de vegades acompanyat d'un petit vòmit provocat pels cops de mà de la mare a l'esquena per a evitar de guardar l'aire empassat o dolorosos gasos intestinals. Aleshores si ho veiem d'aquesta manera podem dir, que si un nadó fa un rot, és de bon profit, però si ho fa un adult, no es considera en la nostra cultura una conducta adequada ni educadament correcta. Com se veu davall, a la taula comparativa d'altres cultures, es considera una de les pitjors conductes que es poden observar.

## Progrés històric
En la història, el "bon profit" no hauria arribat a l'Estat espanyol si entre els anys 711 i 1492 els àrabs no havien ocupat una bona part de la península Ibèrica, imposant-hi els seus costums, entre aquests; l'eructe i unes 4.000 paraules. Es diu també que aquesta frase té origen a l'Europa antiga quan la fam i la misèria s'expandia en el continent o en certs països. En aquells temps qui aconseguia els aliments per a satisfer les necessitats vitals mínimes era tasca de la reialesa i aquell que tenia la sort de menjar alguna cosa era saludat amb un "bon profit". Així es desitjava a aquell comensal una bona digestió fins a l'arribada d'una pròxima i llunyana oportunitat de tornar a, menjar.
Aquesta expressió es va fer costum i va acompanyar les següents generacions fins que aquest acte va ser suprimit pels Reis Catòlics a Espanya. Fins fa pocs anys no estaven totalment ben acceptades, però avui dia, gràcies a la gran quantitat de gent que ho diu com a mostra d'amabilitat s'admet en ambients familiars o d'amistats, i en aquelles situacions en les quals els presents mantinguin una relació estreta.
A l'Estat espanyol "bon profit" o "que aprofiti" es considera, com un fet de gentilesa. Però això no és unànime, puix que entre la gent considerada de classe alta, aquestes expressions són considerades ordinàries, com a molt admeten "bon apetit". En esmorzars de treball, reunions oficials o menjars solemnes no n'és recomanable l'ús, però tot depèn de la gent i de l'ambient formal o informal en el qual hom es trobi. És per això que alguna gent considera l'expressió de "bon profit" o "que aprofiti" adequada i que altres la considerin tot el contrari. S'explica pel fet que, per exemple, és freqüent de viure escenes no grates quan hi ha persones menjant, i apareix un darrer comensal que arriba i diu aquesta expressió. Aquests, es veuen obligats a deixar de menjar o mastegar ràpidament o parlar amb la boca plena per a respondre amb un cordial "gràcies". En situacions així, es creu que seria més simple i adaptat, d'acompanyar l'arribada amb un "bon dia" dirigit a tots els comensals i sense esperar cap resposta per a no obligar-los a aturar de menjar.

## En altres cultures

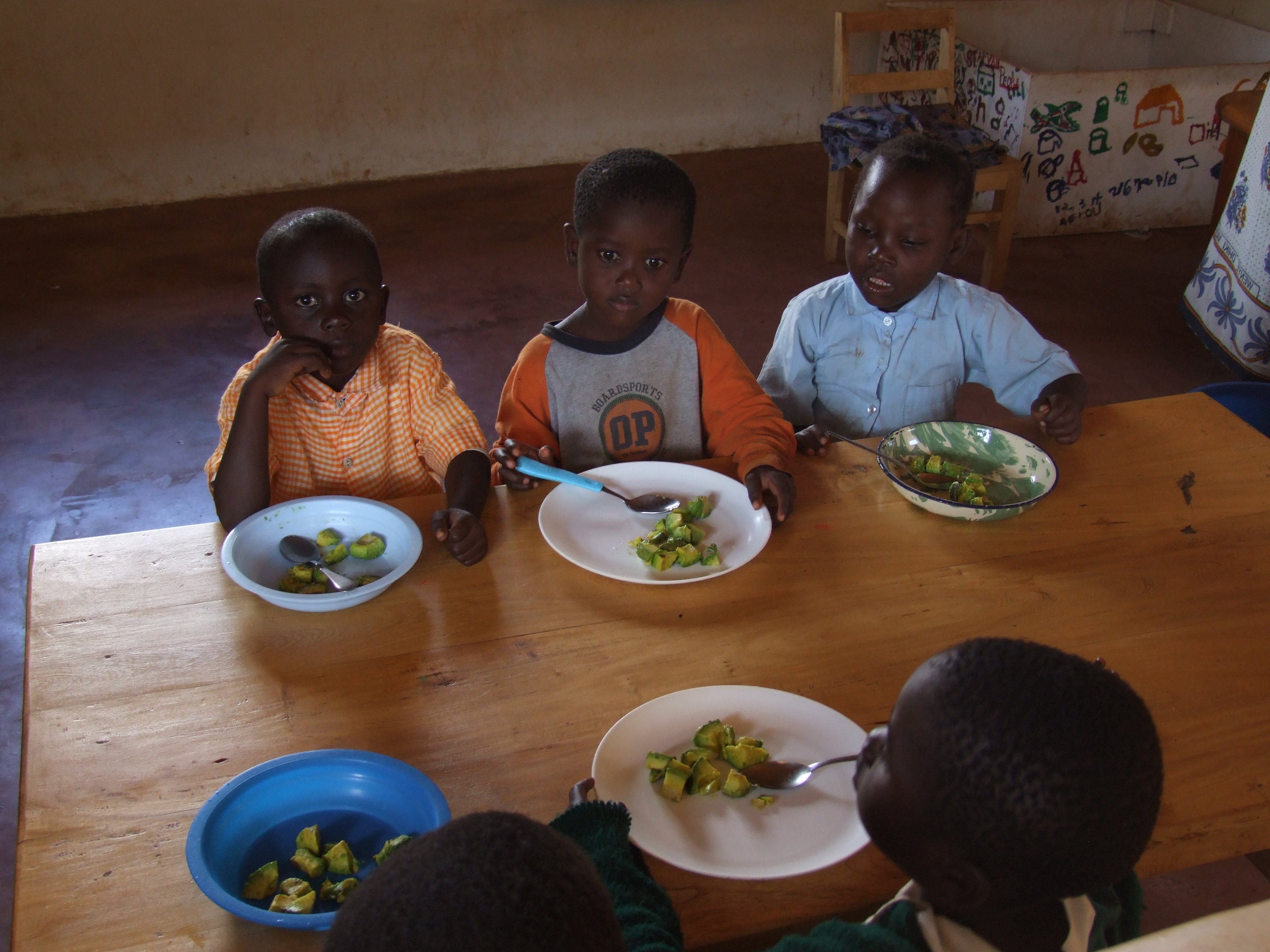
Infants fent el seu àpat.

En alguns països d'orient, aixecar-se de la taula sense haver eructat, es considera de mala educació i de mal gust, deixant pensar que el menjar no ha estat profitós.
Els xinesos no solament roten i emeten tota mena de gasos on sigui que es trobin, sinó que mengen amb la boca oberta i deixant entreveure el menjar entre les dents i la llengua. A la seva cultura, mostrar el menjar mentre es mastega, és una demostració que ara hi ha coses per menjar, i que abans no n'hi havia, a causa de la fam que fa anys van passar. També solen menjar la sopa o la pasta fent un soroll exagerat i escopint amb força sobre les estovalles les llavors de la fruita. Tots aquests actes formen part de la seva educació tan familiar, com cultural.

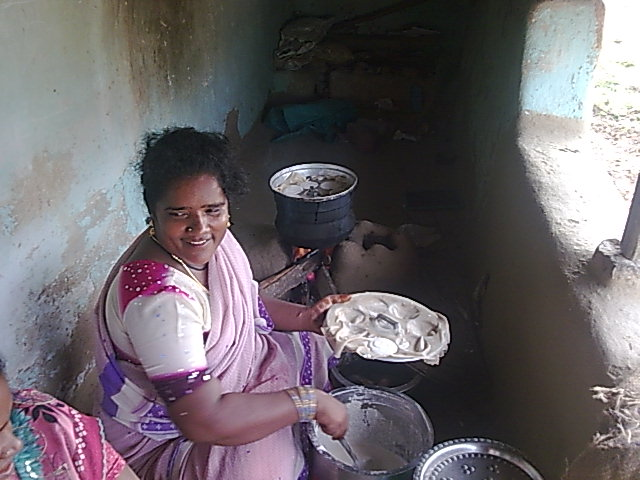
India cuinant.

A Nigèria, acostumen a oferir un àpat a qualsevol persona que els faci una visita, encara que s'ofereixi per compromís, l'hoste inesperat l'ha d'acceptar. Quan donen el menjar, poden deixar-lo sol, ja que així és com, donen llur benvinguda, i si ofereixen alguna cosa per a beure, hom ha de beure més d'un got, sinó creuen que no hom no està a gust. Un altre aspecte a destacar en els seus àpats, és que les postres no existeixen a Nigèria. A vegades fan pastissos per a les celebracions, però gairebé mai no en mengen, perquè el que més els importa és la decoració que permet. I un fet que no els agrada gens i que els emprenya molt, és que mentre es menja, algun comensal faci qualsevol soroll.
A l'Índia, mengen amb les mans. Utilitzen únicament una mà, la mà dreta i mai la mà esquerra. Només utilitzen la mà dreta per respecte als aliments i als comensals i això és degut al fet que la mà esquerra la fan servir per a la higiene personal, i és anomenada la mà impura. Per això, menjar amb la mà esquerra per a ells és considerat vulgar i poc educat.
Pel que fa a l'Argentina, "bon profit" es diu per a demanar permís per a aixecar-se de la taula o bé per a fer un bon desig pel dinar.
Totes les cultures del nostre món tenen alguna expressió per a desitjar que els aliments siguin ben digerits, i gairebé totes tenen el mateix significat.

## Traduccions en altres llengües
- Català: Bon profit!, Bona gana! (rossellonès. Gana vol dir apetit), Que (us) vagi/vingui de gust!, Que us aprofiti, Bon apetit!, Bon prou (vos faça) (Balear).
- Castellà: ¡Buen provecho! ¡Buen apetito! ¡Que aproveche!
- Basc: On egin!
- Anglès: Enjoy your meal!, Have a good meal!
- Francès: Bon appétit!
- Alemany: Guten Appetit! Mahlzeit! En Guete!
- Hongarès: Jó étvágyat!
- Italià: Buon appetito!
- Al Japó diuen Itadakimasu (いただきます) expressió utilitzada pels comensals quan l'amfitrió ofereix el dinar a qui l'ha preparat o l'ha pagat. I en finir es diu Gochisosama (ごちそう さま),que és "gràcies pel dinar, tot era boníssim".[4]

## Al món educatiu

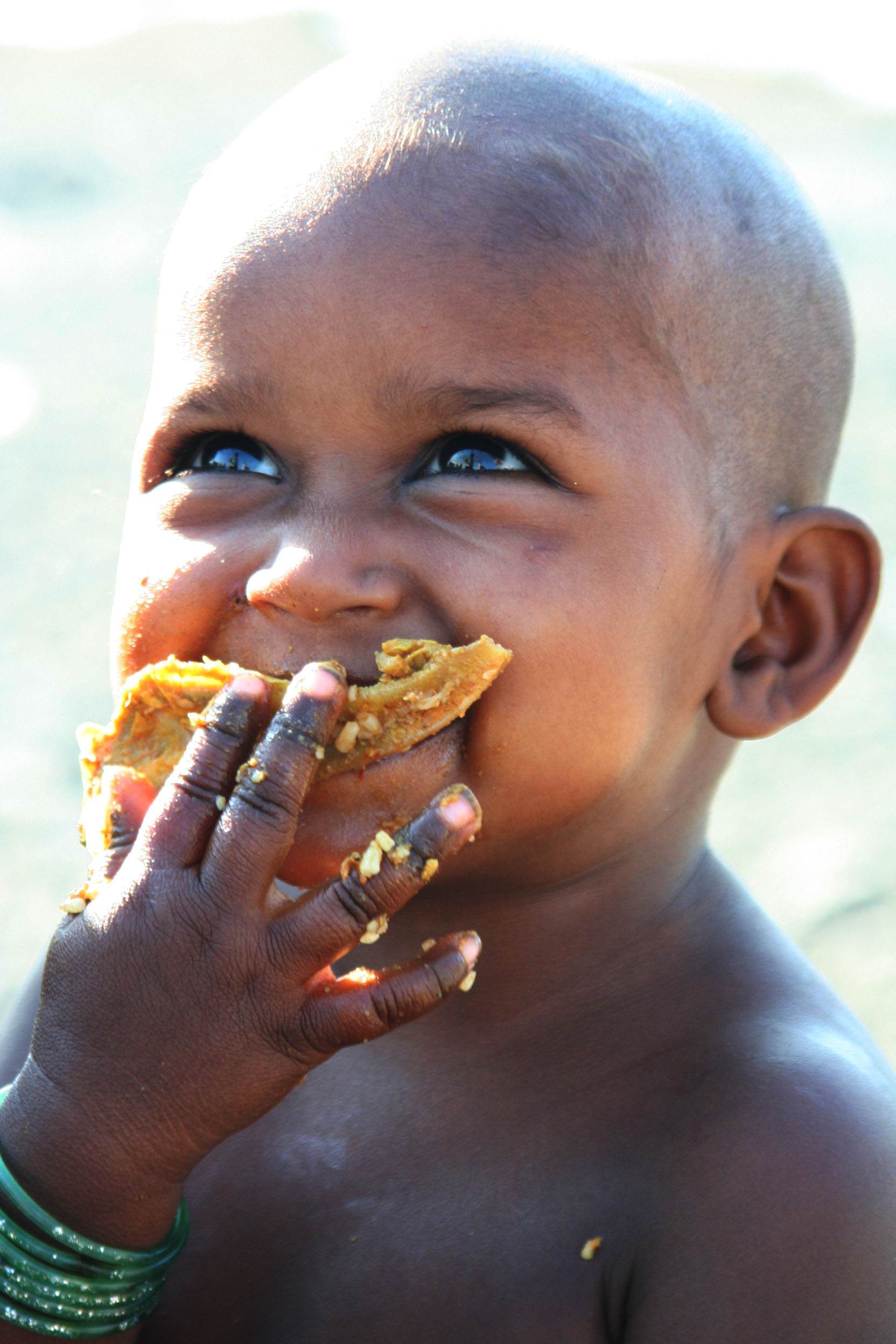
Els humans ens alimentem i entre nosaltres ens respectem.

Els hàbits alimentaris depenen en gran part dels patrons culturals i de les tradicions que la família transmet a la seva descendència. Des del naixement, comença el procés d'aprenentatge involuntari i inconscient, ja que el primer que es fa a penes nat és donar el pit de la mare a l'infant, per tal de començar a alimentar-lo.
L'acte de dinar a taula, esdevé un dels millors exemples dels pares i altres adults pels infants. Es poden definir les seves preferències i rebutjos, favoritismes davant les maneres de fer el menjar i la quantitat per a cada ració. Moltes famílies, estableixen un gran vincle d'afecte envers els fills, amb el ritual de parar taula. Algunes persones arriben fins i tot a establir un vincle amb el dinar, quan senten alguna emoció forta com enuig, por, tristesa, soledat, ansietat, entre altres sentiments frustrants.
A les societats modernes el menjar és la millor manera de tancar un negoci.
Són aquest aprenentatges socials que recull cada infant i a mesura que passa el temps arriben a desenvolupar-los i a interioritzar-los. És per això que a l'escola, "Bon profit" és un petit hàbit d'educació que transmet un valor de respecte envers els altres, i es treballa involuntàriament, ja que és una expressió heretada culturalment.
En el món escolar existeixen cançons o pregàries que van més enllà de la simple expressió "bon profit!".

## Cançons utilitzades en l'educació o l'ensenyament
- "Nyam, nyam, bon profit"[5]
- "Tinc fam o Tinc gana"[6]

Són unes de les cançons més entonades a les escoles bressol. Es poden cantar abans de dinar o de sopar…
Quan els infants ja tenen una edat més gran, directament es diu Bon profit!